# Tonval
Dual Tone Multiple-Frequency (DTMF), även kallat tonval eller Touch Tone, är ett kodformat som främst används för att sända information över telefon och radio. Kodformatet utvecklades av Bell Labs för att säkert sända data över långa förbindelser. Varje tecken representeras av två toner, detta ökar störtåligheten jämfört med att enbart använda en ton för att representera ett tecken. Idag är främsta användningen av DTMF-knappsatsen i telefoner samt för viss fjärrstyrning av annan elektronisk utrustning över telefonnätet.
|        | 1209 Hz | 1336 Hz | 1477 Hz | 1633 Hz |
| ------ | ------- | ------- | ------- | ------- |
| 697 Hz | 1       | 2       | 3       | A       |
| 770 Hz | 4       | 5       | 6       | B       |
| 852 Hz | 7       | 8       | 9       | C       |
| 941 Hz | *       | 0       | #       | D       |